# Martin Pinehas

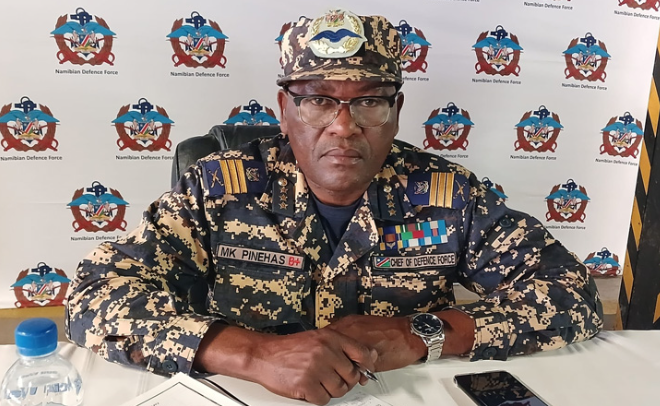
Pinehas (2025)

Martin Kambulu Pinehas (* 11. November 1962 in Ondangwa, Südwestafrika) ist ein namibischer Air Marshal und höchster Militär im Land. 
Pinehas verfügt über mindestens 3760 Flugstunden praktische Erfahrung.

## Werdegang
Pinehas schloss sich 1977 dem namibischen Befreiungskampf an. Drei Jahres später, mit 18 Jahren, wurde er Mitglied der People’s Liberation Army of Namibia (PLAN), für die er 1981 seine Grundausbildung an einer Militärakademie in Kuba abschloss. Zwischen 1984 und 1989 wurde er zum Kampfpiloten in Libyen ausgebildet. 1993 wurde Pinehas im Rang des Lieutenant in die namibische Armee aufgenommen. Ab 1996 nahm er an diversen Weiterbildungen, darunter als Fluglehrer in den Vereinigten Staaten und in der Volksrepublik China teil.
Von 1994 bis 1997 war Pinejas als Major 1. Kommandeur der Luftstreitkräfte Namibias und anschließend für zwei Jahre als Oberstleutnant Chief of Staff.
Pinehas führte ab dem Jahr 2001 als Oberst die Luftstreitkräfte, denen Pinehas ab 2005, dann als Brigadegeneral und als eigene Teilstreitkraft, Namibian Air Force vorstand. 2008 wurde er Air Marshal. Seit dem 1. April 2020 ist Pinehas als Chief of the Defence Force der höchste Militär der Namibian Defence Force.
Pinehas ist verheiratet und hat sieben Kinder, vier Söhne und drei Töchter.

## Bildungsabschlüsse
- Bachelor of Commerce, Regent Business School, Südafrika
- Master of Business Administration, Regent Business School, Südafrika
- Diplom in Luftfahrt, Air University Alabama, USA

## Auszeichnungen und Orden
- Service Medal: Gold
- Merito Santos – Dumont, Brasilien
- Most Excellent Order of the Eagle, 3. Klasse
- Air Force Pioneer
- Air Force Examplary medal
- Air Cadre Medal (vii) Operation Mandume Ya Ndemufayo Medal
- Longevity Medal